# Máy Chai
Máy Chai là một phường cũ từng thuộc quận Ngô Quyền, thành phố Hải Phòng, Việt Nam.

## Địa lý
Phường Máy Chai có diện tích 2,40 km², dân số năm 2022 là 21.340 người, mật độ dân số đạt 8.891 người/km².

## Lịch sử
Ngày 15 tháng 1 năm 1981, UBND TP. Hải Phòng ban hành Quyết định số 83/QĐ-UBND về việc thành lập phường Máy Chai thuộc quận Ngô Quyền.
Ngày 20 tháng 7 năm 2022, HĐND TP. Hải Phòng ban hành Nghị quyết số 26/NQ-HĐND về việc:
- Thành lập tổ dân phố số 1 trên cơ sở 4 tổ dân phố: số 4, số 5, số 6, số 7.
- Thành lập tổ dân phố số 2 trên cơ sở 3 tổ dân phố: số 8, số 9, số 10.
- Thành lập tổ dân phố số 3 trên cơ sở 4 tổ dân phố: số 30, số 31, số 32, số 33.
- Thành lập tổ dân phố số 4 trên cơ sở 3 tổ dân phố: số 34, số 35, số 36.
- Thành lập tổ dân phố số 5 trên cơ sở 2 tổ dân phố: số 28, số 29 và một phần của tổ dân phố số 27.
- Đổi tên tổ dân phố Lê Lai 4 thành tổ dân phố số 6.
- Đổi tên tổ dân phố Ngô Quyền 1 thành tổ dân phố số 7.
- Đổi tên tổ dân phố Ngô Quyền 2 thành tổ dân phố số 8.
- Thành lập tổ dân phố số 9 trên cơ sở 2 tổ dân phố: số 17, số 18 và một phần của tổ dân phố số 27.
- Thành lập tổ dân phố số 10 trên cơ sở 2 tổ dân phố: số 19, số 25 và một phần của tổ dân phố số 26.
- Thành lập tổ dân phố số 11 trên cơ sở 3 tổ dân phố: số 20, số 21, số 22.
- Thành lập tổ dân phố số 12 trên cơ sở 2 tổ dân phố: số 23, số 24 và một phần của tổ dân phố số 26.

Ngày 16 tháng 6 năm 2025, Ủy ban Thường vụ Quốc hội ban hành nghị quyết sắp xếp đơn vị hành chính cấp xã của thành phố Hải Phòng năm 2025. Theo đó, toàn bộ diện tích tự nhiên, quy mô dân số của các phường Máy Chai được sắp xếp với toàn bộ diện tích tự nhiên, quy mô dân số của các phường Vạn Mỹ, Cầu Tre, một phần diện tích tự nhiên, quy mô dân số của phường Gia Viên và phường Đông Khê thành phường mới có tên gọi là phường Ngô Quyền.